# 第三届音乐风云榜颁奖盛典
第三届音乐风云榜颁奖盛典于2003年3月28日在深圳大剧院举行，由何炅、陶晶莹主持。本届音乐风云榜首次引入评审团机制，由金兆钧出任首任评审团主席，并简化奖项设置，增设摇滚单元。

## 得奖名单
| 奖项             | 得奖 | 提名 | 颁奖嘉宾       |
| ---------------- | --- | --- | -------------- |
| 年度最佳男歌手   | 孙楠 | 内地： - 许巍《时光漫步》 - 老狼《晴朗》 - 孙楠《缘分的天空》 - 杨坤《无所谓》 - 满江《奇迹》                                       | 孙海英、吕丽萍 |
| 年度最佳男歌手   | 陈奕迅 | 港台： - 任贤齐《一个任贤齐》 - 刘德华《美丽的一天》 - 周杰伦《八度空间》 - 陈奕迅《Special Thanks to...》 - 陶喆《黑色柳丁》       | 孙海英、吕丽萍 |
| 年度最佳女歌手   | 那英 | 内地： - 那英《如今》 - 孙悦《哭泣的百合花》 - 韩红《歌唱》                                                                         | 刘欢、谭咏麟   |
| 年度最佳女歌手   | 孙燕姿 | 港台： - 孙燕姿《Leave》 - 张清芳《等待》《双陈故事》 - 陈绮贞《吉他手》 - 莫文蔚《i》 - 萧亚轩《爱的主打歌》                       | 刘欢、谭咏麟   |
| 最受欢迎男歌手   | - 内地：孙楠 - 香港：刘德华 - 台湾：任贤齐 | | 许茹芸、陶红   |
| 最受欢迎女歌手   | - 内地：那英 - 香港：陈慧琳 - 台湾：孙燕姿 | | 张宇、孔祥东   |
| 年度最佳专辑     | 韩红《歌唱》 | 内地： - 许巍《时光漫步》 - 老狼《晴朗》 - 孙楠《缘分的天空》 - 韩红《歌唱》 - 满江《奇迹》                                         | 李海鹰         |
| 年度最佳专辑     | 陶喆《黑色柳丁》 | 港台： - 人山人海《Pretty Happy & Gay》 - 周杰伦《八度空间》 - 陈奕迅《Special Thanks to...》 - 陶喆《黑色柳丁》 - 陈绮贞《吉他手》 | 李海鹰         |
| 年度最佳新人     | 杨坤 | 内地： - 王珏《王珏》 - 艾雨《艾雨》 - 杨坤《无所谓》 - 杨嘉松《秋天2002》 - 胡彦斌《文武双全》                                     | 叶童           |
| 年度最佳新人     | 阿杜 | 港台： - 邱泽《邱泽》 - 阿杜《天黑》 - 范逸臣《范逸臣》 - 萧正楠《萧正楠》 - 萧淑慎《爱恨萧淑慎》                                   | 叶童           |
| 最佳影视歌曲     | 羽泉《开往春天的地铁》 | - F4《烟火的季节》 - 羽泉《开往春天的地铁》 - 黄品源《雨衣》 - 韩红《天涯》 - 梁朝伟、刘德华《无间道》                              | 袁立           |
| 年度最佳原创单曲 | 羽泉《开往春天的地铁》 | - 艾敬《水牛66》 - 朴树《冲出你的窗口》 - 陈琳《不想骗自己》 - 羽泉《开往春天的地铁》 - 黑棒组合《NO.1》                            | 高晓松、曾宝仪 |
| 年度最佳组合     | S.H.E | - Twins - S.H.E - 5566 - Shine - F4                                                                                                 | 胡兵、胡东     |
| 年度最佳录影带   | 陈奕迅《谢谢侬》 | - 任贤齐《永夜》 - 陈小春《下半辈子》 - 陈奕迅《谢谢侬》 - 陈奕迅《随意门》 - 莫文蔚《爱》                                          | 许亚军、牛莉   |
| 年度最佳作词     | 胡彦斌《和尚》 | 内地： - 许巍《一天》 - 陈耶门《美人鱼》 - 赵昌彪《关于现在关于未来》 - 胡彦斌《和尚》 - 詹航《手机没电》                           | 罗大佑、李海鹰 |
| 年度最佳作词     | 方文山《直来直往》 | 港台： - 方文山《直来直往》 - 李焯雄《单人房双人床》 - 林夕《谢谢侬》 - 陈绮贞《吉他手》 - 黄伟文《这么远那么近》                   | 罗大佑、李海鹰 |
| 年度最佳作曲     | 小柯《奇迹》 | 内地： - 小柯《奇迹》 - 许巍《礼物》 - 郁冬《虎口脱险》 - 周笛《拯救》 - 杨坤《无所谓》                                             | 罗大佑、李海鹰 |
| 年度最佳作曲     | 陈绮贞《吉他手》 | 港台： - 李偲菘《直来直往》 - 林一峰《谢谢侬》 - 陈绮贞《吉他手》 - 郑华娟《单人房双人床》 - 梁朝伟《风沙》                         | 罗大佑、李海鹰 |
| 年度最佳编曲     | 许巍《晴朗》 | 内地： - 小柯《布农铃》 - 许巍《晴朗》 - 刘大江《奇迹》 - 金武林《天涯》 - 周笛《拯救》                                             | 罗大佑、李海鹰 |
| 年度最佳编曲     | 伍乐城《无间道》 | 港台： - 伍乐城《无间道》 - 陈绮贞《吉他手》 - 钟兴民《最后的战役》 - 陶喆《黑色柳丁》 - 鲍比达《爱上你等于爱上寂寞》               | 罗大佑、李海鹰 |
| 年度最佳制作人   | 峦树《歌唱》 | 内地： - 小柯《最后的香格里》 - 许巍《时光漫步》 - 许巍、郁冬、高晓松、黄小茂《晴朗》 - 刘大江《奇迹》 - 峦树《歌唱》               | 罗大佑、李海鹰 |
| 年度最佳制作人   | 陶喆《黑色柳丁》 | 港台： - Jim Lee《Special Thanks to...》 - 许环良《天黑》 - 林暐哲《吉他手》 - 陈珊妮《夹子来了》 - 陶喆《黑色柳丁》                | 罗大佑、李海鹰 |
| 年度最佳唱作人   | 韩红《歌唱》 | 内地： - 王珏《明天》 - 许巍《时光漫步》 - 胡彦斌《文武双全》 - 杨坤《无所谓》 - 韩红《歌唱》                                       | 陈启泰、李小璐 |
| 年度最佳唱作人   | 周杰伦《八度空间》 | 港台： - 周传雄《transfer》 - 周杰伦《八度空间》 - 陈珊妮《Happy Birthday》 - 陈绮贞《吉他手》 - 陶喆《黑色柳丁》                   | 陈启泰、李小璐 |
| 最佳摇滚专辑     | 许巍《时光漫步》 | - 二手玫瑰《二手玫瑰》 - 子曰《第二册》 - 许巍《时光漫步》 - 黄立行《stand up》 - 跳房子《A wishful way》                           | 崔健           |
| 最佳摇滚歌手     | 许巍 | - 王磊 - 许巍 - 伍佰 - 黄贯中 - 黄秋生                                                                                              | 崔健           |
| 最佳摇滚新人     | 二手玫瑰 | - CMCB - 二手玫瑰 - 大支 - 声音碎片 - 跳房子                                                                                        | 崔健           |
| 最佳摇滚单曲     | 许巍《礼物》 | - 二手玫瑰《伎俩》 - 子曰《二八恋曲》 - 许巍《礼物》 - 黄立行《我的梦中情人》 - 跳房子《A wishful way》                             | 崔健           |
| 最佳摇滚乐队     | 子曰 | - 二手玫瑰 - 子曰 - 舌头乐队 - 夹子电动大乐队 - 新裤子                                                                              | 崔健           |
| 内地年度十大金曲 | - 孙楠《缘分的天空》 - 韩红《来吧》 - 那英《爱上你等于爱上寂寞》 - 孙悦《哭泣的百合花》 - 陈琳《不想骗自己》 - 羽泉《开往春天的地铁》 - 许巍《礼物》 - 满江《奇迹》 - 孙楠《拯救》 - 杨坤《无所谓》    | |                |
| 港台年度十大金曲 | - 孙燕姿《直来直往》 - 周杰伦《暗号》 - 刘德华《练习》 - 陈奕迅《你的背包》 - 莫文蔚《爱》 - 张信哲《从开始到现在》 - 任贤齐《一个人》 - F4《烟火的季节》 - 阿杜《他一定很爱你》 - 范逸臣《I Believe》 | |                |
| 年度风云大奖     | 周杰伦 | | 王长田         |
| 终身成就奖       | - 内地：刘欢 - 港台：谭咏麟 | |                |